# Three Daring Daughters
Three Daring Daughters, conhecido em inglês também como The Birds and the Bees é um filme romântico musical de 1948 dirigido por Fred M. Wilcox  para a MGM. O filme traz semelhanças com Three Smart Girls de 1936.

## Elenco

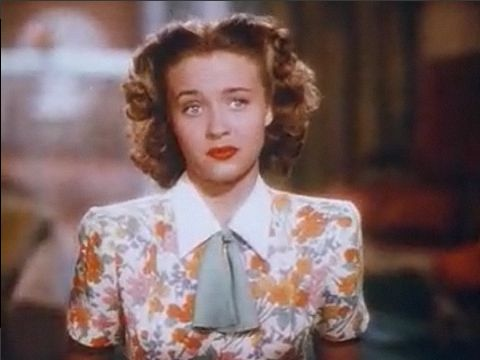
Jane Powell

- Jeanette MacDonald...Louise Rayton Morgan
- José Iturbi...Ele mesmo
- Jane Powell...Tess Morgan
- Edward Arnold...Robert Nelson
- Harry Davenport...Dr. Cannon
- Moyna Macgill...Madame Smith
- Elinor Donahue...Alix Morgan
- Ann E. Todd...Ilka Morgan
- Tom Helmore...Michael Pemberton
- Kathryn Card...Jonesy
- Dick Simmons...Senhor Hollow, secretário de Nelson
- Larry Adler...Ele mesma (solista da gaita)
- Amparo Iturbi...Ela mesmo

## Sinopse
Louise Morgan trabalha muito como editora de uma revista de moda em Nova Iorque e desmaia no dia em que deveria assistir à graduação de sua filha mais velha, Tess, numa escola para moças. Ela tem mais duas filhas menores, Alix e Ilka, e as três irmãs acham que o mal-estar da mãe é devido a ela sentir falta do marido de quem se separou, um correspondente internacional que está na África, e de quem ela sempre falou bem para as filhas (na verdade mentia, pois não gostava mais dele). O médico recomenda à Louise que saia de férias e ela faz um cruzeiro de navio sozinha até Cuba. Na viagem ,ela desperta o interesse do pianista e regente de orquestra José Iturbi. Os dois acabam se casando mas quando retornam para contar a novidade às filhas dela, se surpreendem ao saberem que as meninas contataram o patrão do pai, o Senhor Nelson, e lhe pediram que o trouxesse de volta ao lar.